# Odległość międzykrętarzowa
Odległość międzykrętarzowa (łac. distantina trochanterica) – odległość między krętarzami kości udowych. Jest to jeden z elementów badania zewnętrznego ciężarnej, rodzącej.
Prawidłowa odległość wynosi 31–32 cm. Parametr ten jest mierzony w pozycji stojącej lub leżącej, za pomocą miednicomierza. Prawidłowość wszystkich wymiarów zewnętrznych miednicy jest prognostyczna dla porodu drogami natury.